# كينيث هودجز
كينيث هودجز (بالإنجليزية: Kenneth Hodges)‏ هو سياسي أمريكي، ولد في 11 فبراير 1952. حزبياً، نشط في الحزب الديمقراطي. وقد انتخب عضو مجلس نواب كارولاينا الجنوبية.